# 시그널 X: 영혼의 구역
시그널 X: 영혼의 구역(Demonic)은 캐나다에서 제작된 닐 블롬캠프 감독의 2021년 공포, 미스터리 SF 영화이다. 칼리 포프 등이 주연으로 출연하였다. 코로나19 펜더믹 중에 촬영된 이 영화는 2021년 8월 20일 개봉하였으며 평론가들로부터 대체로 부정적인 평가를 받았다.
캐나다 브리티시컬럼비아주에서 촬영되었다.

## 출연

### 주연
- 칼리 포프
- 테리 첸
- 나탈리 볼트